# Zwakteparasiet

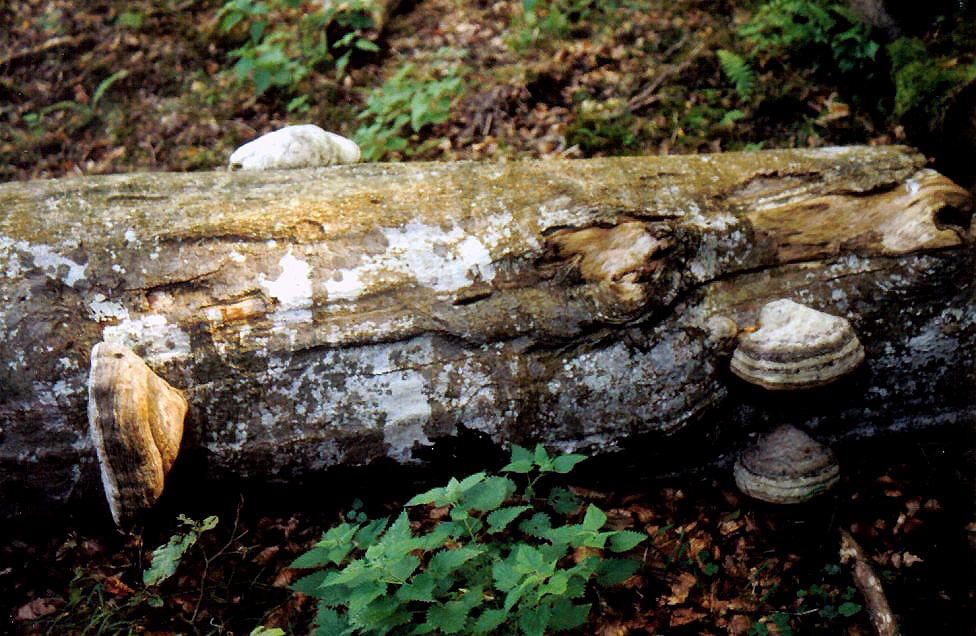
Echte tonderzwammen op een gevelde boom.

Een zwakteparasiet is een organisme dat parasiteert op een gastheer die is verzwakt door bijvoorbeeld ziekte, ouderdom, een primaire parasiet of verwondingen. In het laatste geval spreekt men meer specifiek van een wondparasiet.

## Schimmels
De bekendste voorbeelden van zwakteparasieten zijn te vinden in het rijk van de schimmels. Een groot aantal schimmels parasiteren oude, zieke of gewonde bomen, vaak met het afsterven van de gastheer tot gevolg. Hierna leeft de schimmel verder als saprofyt. Sommige soorten als de pruikzwam (Hericium erinaceus) produceren nog vele jaren hun vruchtlichamen op het dode hout. Andere soorten als de echte tonderzwam (Fomes fomentarius) hebben blijvende paddenstoelen. Nadat de boom is geveld kunnen de sporen niet meer verticaal naar beneden vallen. Er groeit daarom een nieuw hymenium, dat dwars ten opzichte van het oude staat.